# Hakata-jima
Hakata-jima (japanisch 伯方島) ist eine Insel in der japanischen Seto-Inlandsee, die zu den Geiyo-Inseln gehört und auf dem Verwaltungsgebiet der Stadt Imabari in der Präfektur Ehime liegt.

## Geschichte
Die Insel Hakata-jima bestand ursprünglich aus den fünf Dörfern Kinoura (木浦村), Kitaura (北浦村), Ikata (伊方村), Arōzu (有津村) und Kanoura (叶浦村). 1899 wurden das Verwaltungssystem umgestellt und die Dörfer Kinoura und Arōzu wurden zum Dorf Higashihakata (東伯方村), während die verbleibenden drei Dörfer Kitaura, Ikata und Kanoura zum Dorf Nishihakata (西伯方村) zusammengelegt wurden.  Higashihakata wurde 1940 zur Stadt Hakata (伯方町) und fusionierte 1955 mit dem Dorf Nishihakata, sodass sie die gesamte Insel umfasste.
Am 16. Januar 2005 wurde Hakata zusammen mit umliegenden Gemeinden in die Stadt Imabari eingegliedert.

## Geographie
Die Fläche von Hakata-jima beträgt 20,84 km². Die höchste Erhebung ist zentral gelegen der Hōko-san (宝股山) mit einer Höhe von 303,7 m. Ein weiterer Berg ist der Kiasan (開山) im Nordwesten der Insel mit einer Höhe von 149 m. Im Südosten liegt der etwa einen Kilometer lange Okiura-Sandstrand.
Hakata-jima liegt innerhalb der Grenzen des Setonaikai-Nationalparks. Dieser wurde 1934 als einer der ersten Nationalparks Japans gegründet. Hakata-jima wurde bei einer Gebietserweiterung im Jahr 1956 in den Park eingegliedert.
Die Bevölkerung von Hakata-jima lag für das Jahr 2020 bei 5715 Einwohnern. Damit ist die Einwohnerzahl deutlich rückläufig gegenüber 8356 Einwohnern im Jahr 1995.
| Jahr          | 1995 | 2000 | 2005 | 2010 | 2015 | 2020 |
| ------------- | ---- | ---- | ---- | ---- | ---- | ---- |
| Einwohnerzahl | 8356 | 8031 | 7328 | 6936 | 6359 | 5715 |

## Sehenswürdigkeiten
Der erhöht gelegene Kaisan-Park (開山公園) bietet eine Aussicht auf die umliegenden Inseln und Brücken. Im Frühling färben etwa tausend Yoshino-Kirschbäume (Prunus × yedoensis) die Berge rosa.

## Verkehr
Die Insel liegt an der Shimanami-Autobahn (auch Nishiseto-Autobahn, E76), die Shikoku über Brücken mit Honshū verbindet. Im Südwesten führt die Hakata-Ōshima-Brücke nach Ōshima und im Westen die Ōmishima-Brücke nach Ōmishima. Auf der Insel selbst verläuft auf der Nordseit die Präfekturstraße 50 und auf der Südseite die Nationalstraße 317.
Es bestehen unter anderem Ōmishima-Blue-Line Fährverbindungen zu umliegenden Inseln.
Über die Insel führt auch der Shimanami-Kaidō-Radweg, der wegen der Aussicht über die Inseln der Seto-Inlandsee beliebt ist.

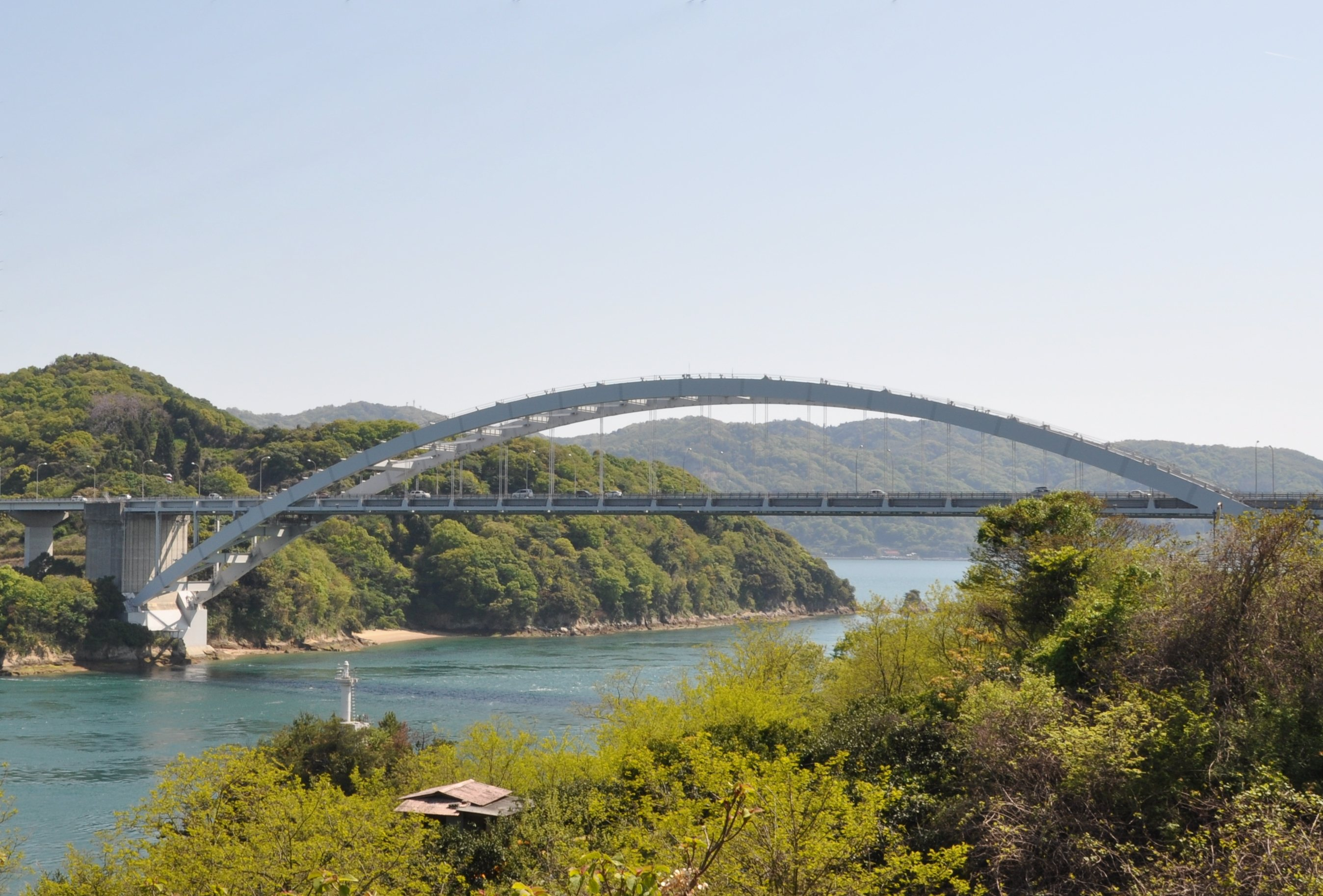
Ōmishima-Brücke
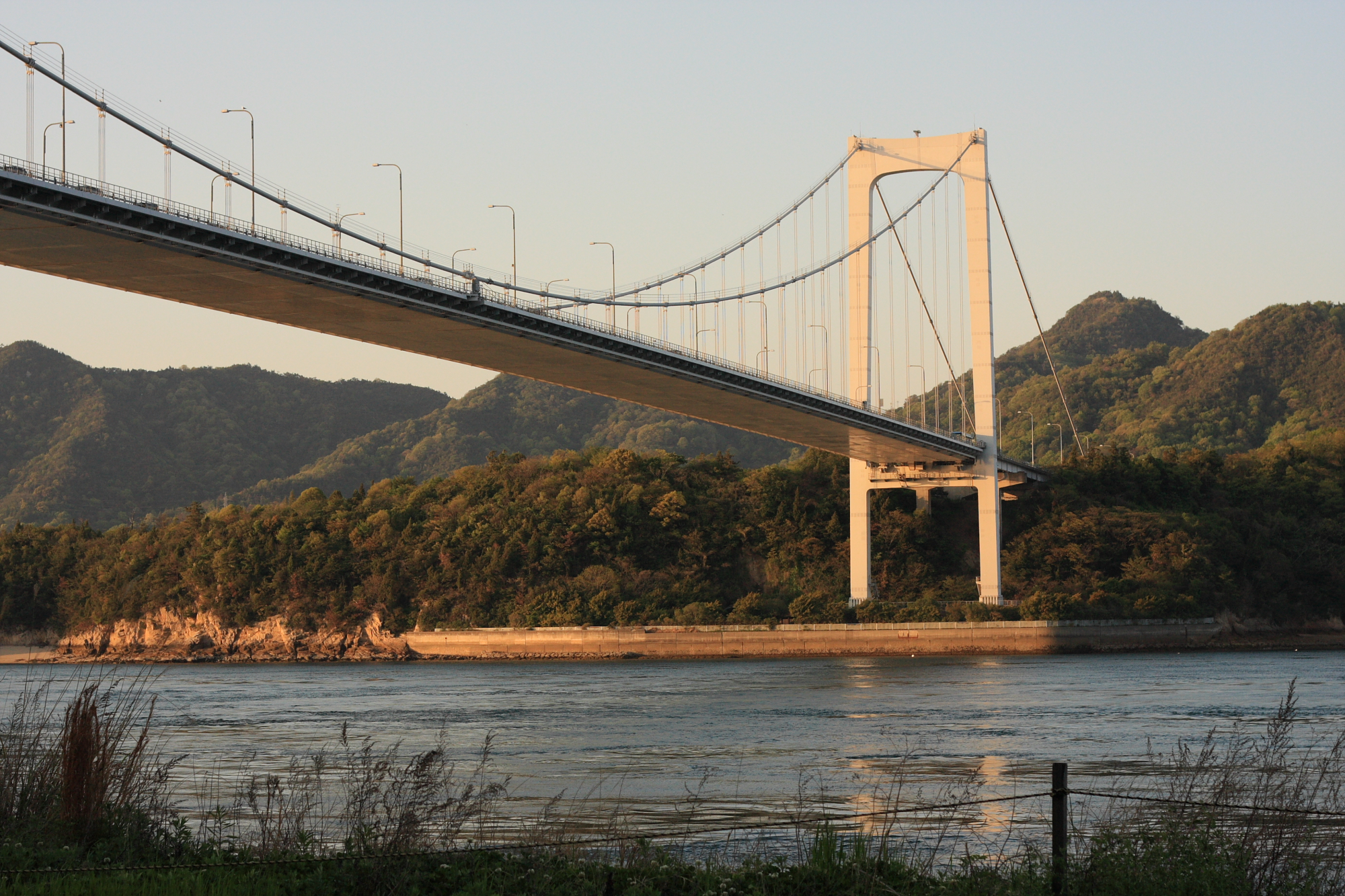
Hakata-Ōshima-Brücke
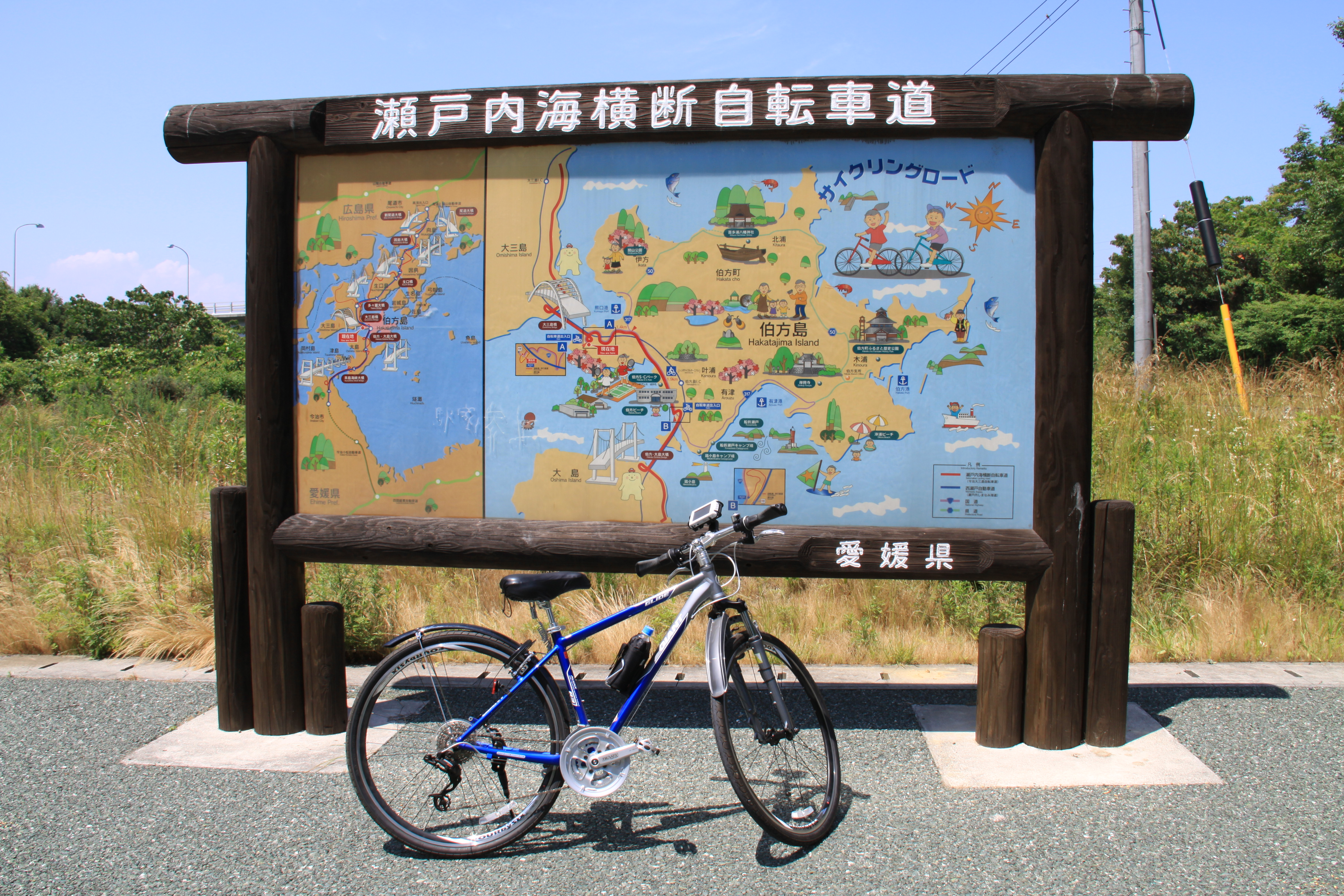
Infotafel Shimanami-Kaidō-Radweg

## Wirtschaft
Hakata-jima war während der Sengoku-Zeit ein Stützpunkt der Murakami Kaizoku und hat seit langem eine florierende Schifffahrtsindustrie und auch der Schiffsbauindustrie. Darüber hinaus gibt es auf der Insel zwei Salzhersteller. Früher wurde dieses auf Verdunstungsteichen hergestellt, inzwischen wird das Rohsalz jedoch importiert. Die Landflächen werden stattdessen für Aquakulturen von Garnelen (speziell Marsupenaeus japonicus) und Scheinbutten (speziell Paralichthys olivaceus) verwendet. Wie an vielen Orten in der Präfektur werden auch auf Hakata-jima Zitrusfrüchte angepflanzt. Zudem nehmen Gewächshäuser für Blumen in der Landwirtschaft zu.